# Yên Mạc
	Yên Mạc		là một xã thuộc tỉnh Ninh Bình, Việt Nam. Trụ sở xã nằm cách phường Hoa Lư - trung tâm tỉnh lỵ Ninh Bình 21 km về phía Nam.		
Theo Nghị quyết số 1674/NQ-UBTVQH15 ngày 16/6/2025 về sắp xếp các đơn vị hành chính cấp xã của tỉnh Ninh Bình năm 2025, 	sắp xếp các xã Yên Mỹ (huyện Yên Mô), Yên Lâm và Yên Mạc thành xã mới có tên gọi là xã Yên Mạc.	
Xã Yên Mạc	có diện tích:	20,6	km², 	dân số:	22.524	người, mật độ dân số: 	1093	người/km². 	
Đây là đơn vị có diện tích xếp thứ:	107	, số dân xếp thứ: 	112	và mật độ dân số xếp thứ: 	75	trong số 129 xã, phường ở Ninh Bình.  
Xã này nằm trên Quốc lộ 21B, 12B.

## Địa lý
Xã Yên Mạc nằm ở phía nam huyện Yên Mô, cách trung tâm thành phố Ninh Bình 24 km, có vị trí địa lý:
- Phía đông giáp xã Yên Nhân và huyện Kim Sơn
- Phía nam giáp xã Yên Lâm
- Phía tây giáp xã Yên Thái
- Phía bắc giáp xã Yên Thành, xã Yên Mỹ.

Xã Yên Mạc có diện tích 8 km², dân số là 6.806 người, mật độ dân số đạt 851 người/km².

## Hành chính
Xã Yên Mạc được chia thành 4 thôn: Hồng Thắng (Phượng Trì), Tây Sơn, Hồng Phong (Yên Mô Càn), Đông Sơn.

## Kinh tế

### Chợ Bút
Chợ Bút - Thôn Đông Sơn - Xã Yên Mạc là một trong 7 chợ ở Yên Mô trong danh sách các chợ loại 1, 2, 3 ở Ninh Bình. Chợ Bút là chợ có quy mô lớn nhất vùng nam Yên Mô với 5 xã rộng lớn Yên Mạc, Yên Đồng, Yên Thái, Yên Lâm, Yên Nhân vốn gần thị trấn Phát Diệm hơn thị trấn Yên Thịnh. Theo quy hoạch phát triển mạng lưới chợ trên phạm vi toàn quốc đến năm 2010, định hướng đến năm 2020 được Bộ Công thương phê duyệt thì chợ Bút không được quy hoạch là chợ đầu mối. Tuy nhiên, để đáp ứng nhu cầu trao đổi, mua bán hàng hóa ngày càng tăng của nhân dân, UBND tỉnh đã phê duyệt quy hoạch tổng thể phát triển thương mại tỉnh Ninh Bình đến năm 2020, có quy hoạch đầu tư nâng cấp chợ Bút thành chợ hạng 2 (là chợ có từ 200 - 400 điểm kinh doanh, có mặt bằng phạm vi chợ phù hợp với quy mô hoạt động và tổ chức các dịch vụ tối thiểu (trông giữ xe, bốc xếp hàng hóa, kho bảo quản hàng hóa, dịch vụ đo lường, vệ sinh công cộng).

### Cảng Bút
Theo Quyết định Số: 2179/ QĐ-UBND của tỉnh Ninh Bình ngày 17 tháng 9 năm 2007 V/v phê duyệt Quy hoạch giao thông đường thủy nội địa tỉnh Ninh Bình đến năm 2015 và định hướng phát triển đến năm 2020 thì Cảng Bút nằm bên hữu sông Yên Mô (kênh Nhà Lê) tại xã Yên Mạc huyện Yên Mô; phục vụ nhu cầu vận chuyển hàng hoá, nguyên vật liệu của địa phương. Chức năng của cảng:
- Xếp dỡ hàng hoá vật liệu xây dựng, hàng nông sản và các hàng hoá phục vụ đời sống, dân sinh

Dự kiến xây dựng các hạng mục công trình:
- Công trình bến cảng, kho bãi...
- Trang thiết bị xếp dỡ.
- Nâng cấp 400 m đường bộ nối với đường ĐT480.
- Văn phòng cảng...

## Văn hóa
Làng Yên Mô Thượng là quê hương của danh nhân Trương Gia Bỉnh, từng giữ chức Thượng thư trong thời Nguyễn.
Đặc sản nổi tiếng Ninh Bình của xã Yên Mạc là nghề làm nem chua, tương truyền do con gái của cụ Trương Gia Bỉnh đã thực hiện đầu tiên dựa trên cơ sở học hỏi và cải biên món nem chua của các đầu bếp cung đình Huế.
Xã Yên Mạc nằm bên tuyến kênh Nhà Lê, là tuyến đường thủy đầu tiên trong lịch sử Việt Nam từ kinh đô Hoa Lư đến Đèo Ngang và được xem là tuyến đường Hồ Chí Minh trên sông vì những đóng góp cho các cuộc chiến tranh của người Việt.